# 広丘消防署
広丘消防署（ひろおかしょうぼうしょ）は長野県塩尻市にある松本広域消防局に所属する消防署である。

## 沿革
- 1986年（昭和61年） - 塩尻市消防署広丘分署として設置される
- 1993年（平成5年）4月1日 - 松本市消防本部が廃止、松本広域消防本部が発足する　松本広域消防局広丘消防署となる
- 2001年（平成13年）3月6日 - 高規格救急自動車が配備される
- 2003年（平成15年）3月20日 - 化学消防ポンプ自動車が配備される
- 2008年（平成20年）6月25日 - 指揮広報車が配備される
- 2010年（平成22年）2月26日 - 庁舎耐震化等改修工事が完了する

## 所在地
- 長野県塩尻市広丘原新田575-9

## 職員数
- 21人

## 消防車両
- 消防ポンプ自動車
- 化学消防ポンプ自動車
- 高規格救急車
- 指揮広報車
- 二輪車（2台）

## 管轄地域
塩尻市大字片丘の一部、大字広丘原新田、大字広丘堅石の一部、大字広丘郷原の一部、大字広丘野村、大字広丘吉田及び大字洗馬の一部